# Ultrahochfester Beton
Ultrahochfester Beton (UHFB; englisch Ultra High Performance Concrete, gebräuchliche Abkürzung UHPC) oder Ultrahochleistungsbeton ist eine Betonsorte, die sich durch besonders hohe Dichtigkeit und Festigkeit auszeichnet. Eine übliche, aber nicht allgemein anerkannte Abgrenzung zu Normalbetonen ist eine Druckfestigkeit von über 120 N/mm² sowie ein w/z-Wert < 0,25.

## Bestandteile und Herstellprinzipien

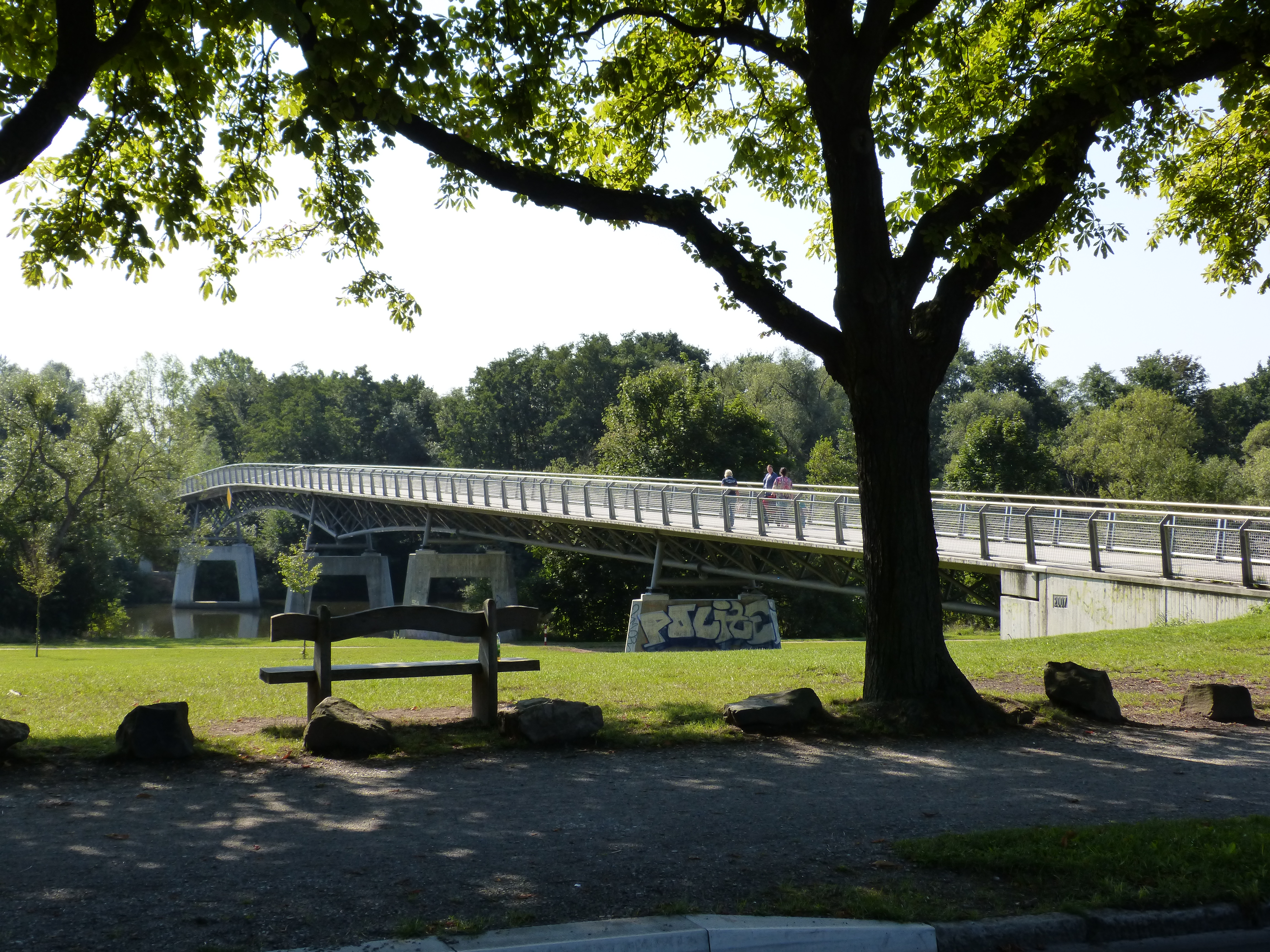
Gärtnerplatzbrücke in Kassel, erste UHPC-Konstruktion in Deutschland

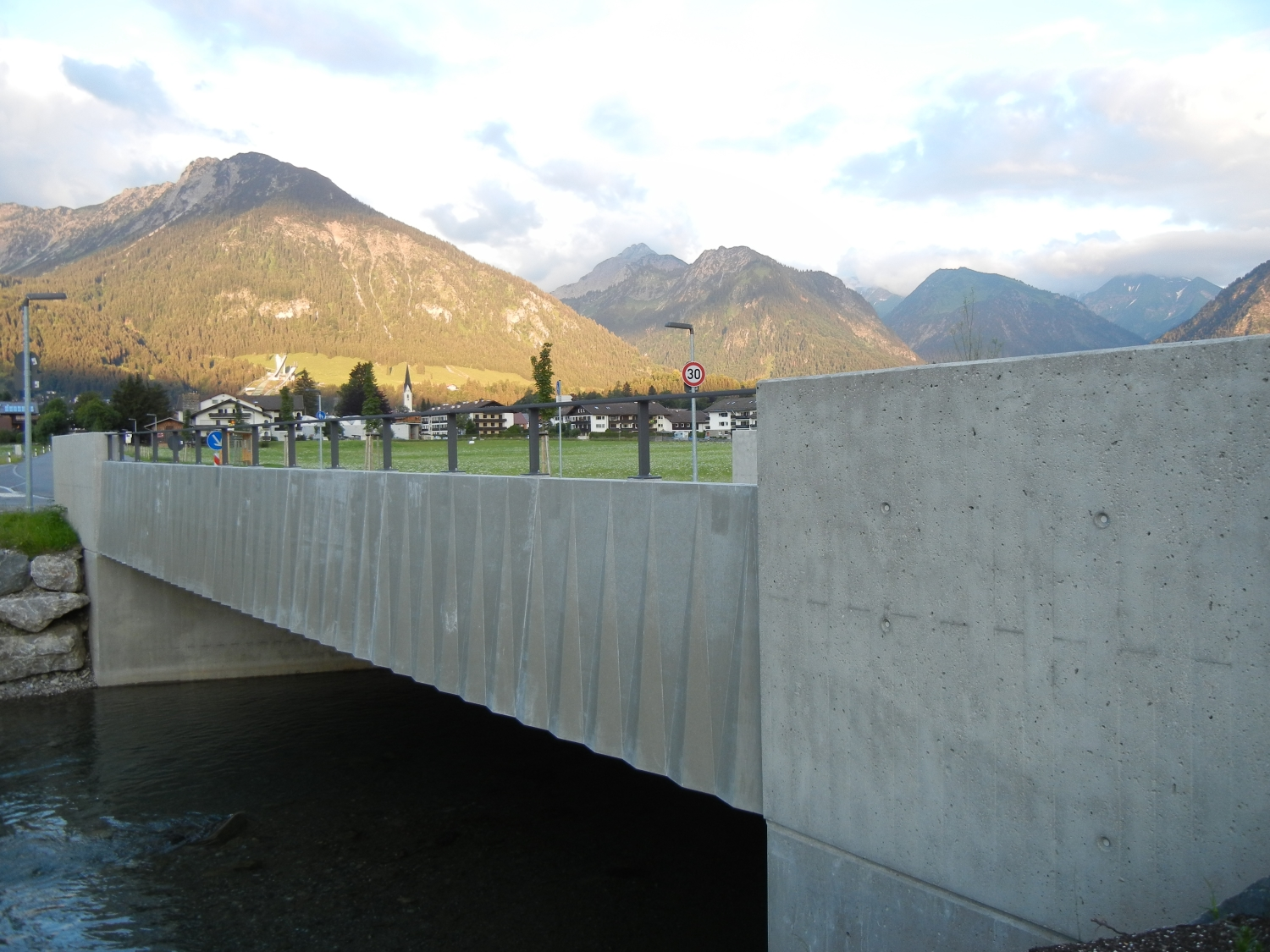
Walserbrücke in Oberstdorf mit Brüstungen aus UHPC, Entwurf Dr. Schütz Ingenieure

Der wichtigste Bestandteil von Beton ist die Zementsteinmatrix, die im Wesentlichen aus dem Bindemittel Zement und Wasser hergestellt wird. Der Zementleim umhüllt die Zuschläge wie z. B. natürliche Gesteinskörnungen und verklebt diese miteinander. Je dichter und porenfreier die Zementsteinmatrix ist, desto dichter, fester und beständiger wird der Beton.
Meist wird ein Bindemittelgemisch aus Portlandzement, Hüttensand oder Flugasche verwendet. Die Zementsteinmatrix kann durch eine granulometrische Optimierung der Feinststoffe unter 0,063 mm Korngröße weiter verbessert werden. Zementkörner haben einen mittleren Korndurchmesser von ca. 30 bis 80 Mikrometer. Die Zugabe von deutlich kleineren und hydraulisch aktiven Stoffen mit Durchmesser im einstelligen Mikrometerbereich oder Nanometerbereich füllt die Zwickel zwischen den Zementkörnern und führt zu einer Gefügeverdichtung. Der am weitesten verbreitete Stoff ist Silikastaub, es werden aber auch Alumosilikate, Metakaolin, feinst aufgemahlene Zemente oder industriell hergestellte Nanosilika verwendet. Im Bereich von 60 bis 125 Mikrometer, also oberhalb des Zementkornes, werden gemahlene, abgestufte Gesteinsmehle verwendet, um die Sieblinie genau zu definieren, siehe hierzu auch Hochfester Beton.
Eine zweite Maßnahme ist die Reduzierung des Wassergehalts auf einen w/z-Wert von 0,3 bis 0,18 (Wasserzementwert). Dadurch wird zum einen der Wasserfilm, und somit der Abstand zwischen den Zementkörnern minimiert. Zum anderen reagieren die Zementkörner aufgrund des Wassermangels nur an der Oberfläche und ca. 70 % des Zementkornes bleibt als hochfeste Gesteinskörnung erhalten. Damit der Beton dennoch fließfähig oder selbstverdichtend wird, sind hohe Mengen an Hochleistungsfließmittel auf Basis von Polycarboxylatether (PCE) erforderlich.
Mit den beiden beschriebenen Maßnahmen kann man bei Verwendung von üblichen Gesteinskörnungen wie Quarz oder Basalt, Betone mit einer Zylinderdruckfestigkeit von 100 bis 150 N/mm² herstellen. Bei derartigen Probekörpern versagt der Beton nicht mehr um die Gesteinskörnungen herum, sondern der Riss geht durch diese hindurch. Weitere Steigerungen der mechanischen Kenndaten erfordern zusätzliche Maßnahmen.
Zum einen können die üblichen Körnungen durch Gesteinskörnungen hoher Festigkeit und Dichte wie z. B. Korund oder andere natürliche oder industriell hergestellte Schleifstoffe ausgetauscht werden. Zum zweiten werden durch das Beimischen von Stahlfasern (bis über 3,5 Vol-% oder 275 kg/m³) zusätzliche hochfeste Bestandteile eingeführt (Stahlfaserbeton). Diese Stahlfasern, führen nicht nur zu einem duktilen Verhalten, sondern erhöhen auch die Druckfestigkeit des Betons deutlich. Bei Betonen mit Silikastaub führt als dritte Maßnahme eine thermische Nachbehandlung in der ersten Woche zu einer beschleunigten hydraulischen Reaktion der Silika mit weiterer Verbesserung mechanischer Kenndaten (Puzzolanische Reaktion).

## Alternative Bezeichnungen

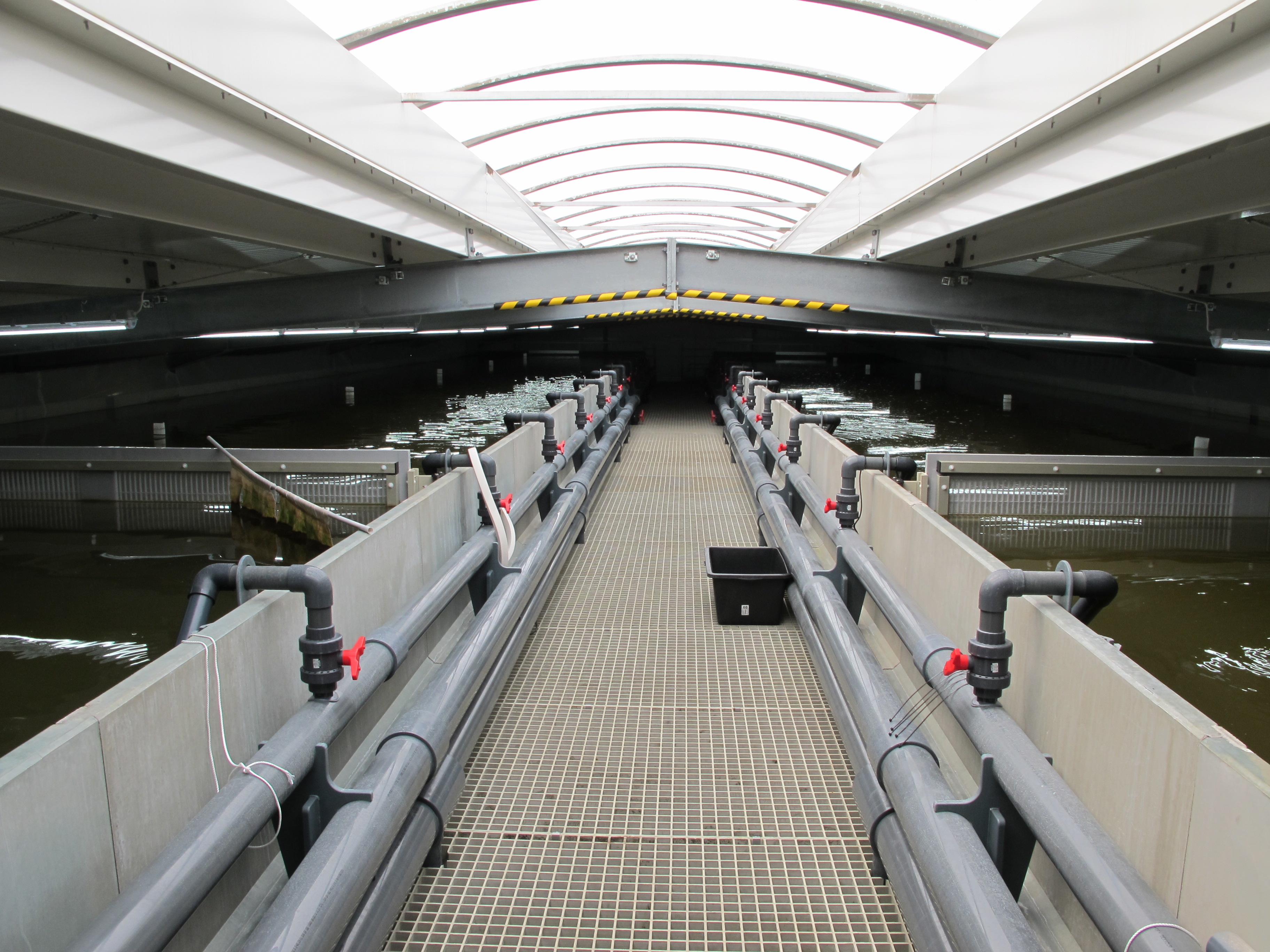
Garnelenzuchtbecken aus UHPC

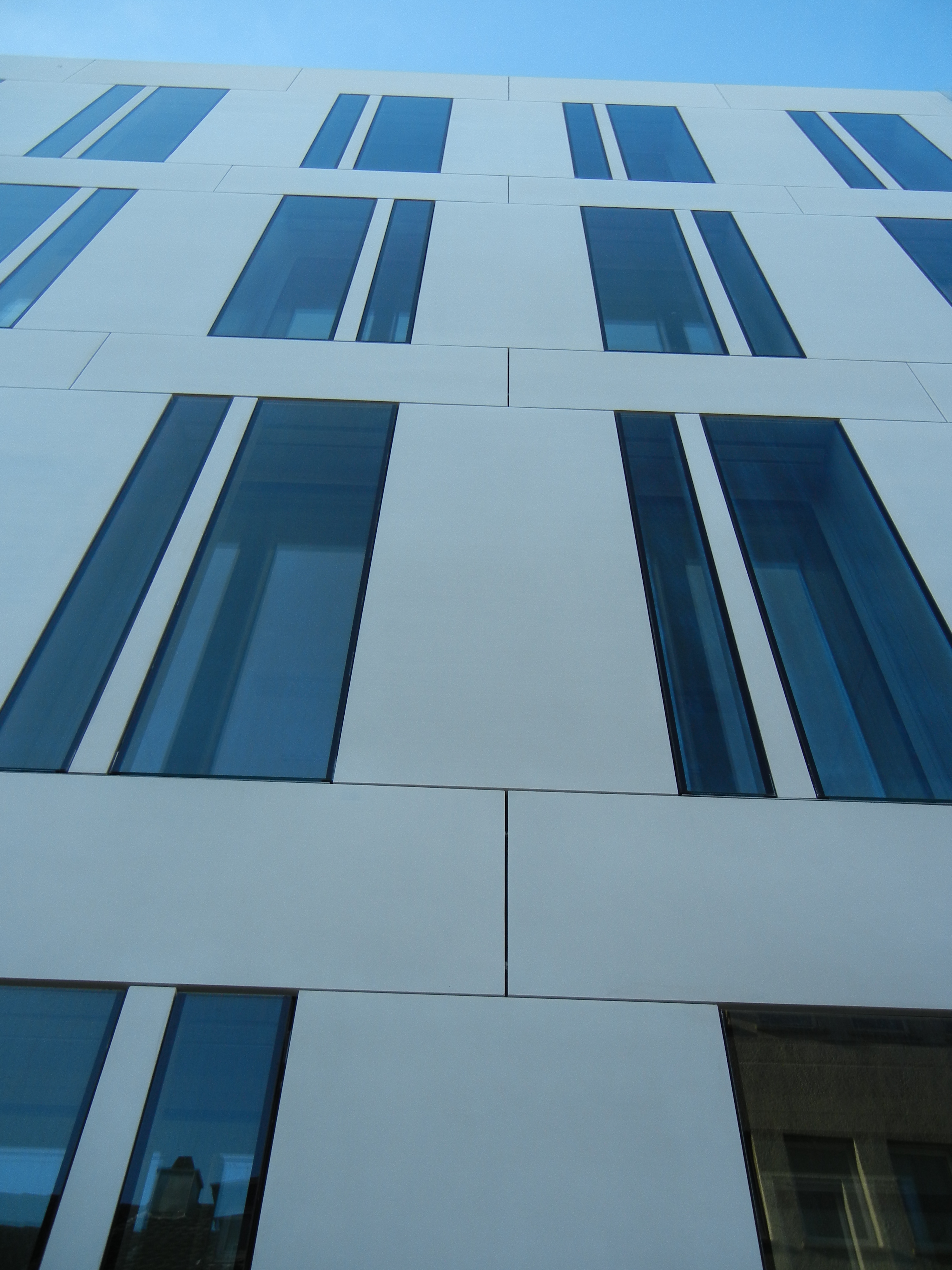
Volksbank Krefeld mit weißen Fassadenplatten aus UHPC

Weitere Bezeichnungen für UHPC, die Bestandteile oder isolierte Eigenschaften genauer definieren oder aus anderen Sprachräumen stammen, sind:
- UHSC „Ultra high strength concrete“
- UHPFRC „Ultra high performance fiber reinforced concrete“
- UHPdC „Ultra high performance ductile concrete“
- DFRCC „Ductile fiber reinforced cementitious composite“
- SHCC „Strain hardening cementitious composite“
- ECC „Engineered cementitious composite“
- UHP-HFRC „Ultra high performance hybrid fibre reinforced concrete“
- HPFRCC „High performance fiber reinforced cementitious composites“
- RPC „Reactive powder concrete“
- UHFB „ultrahochfester Beton“ (Deutsch)
- UHFB „Ultra-Hochleistungs-Faserbeton“ (Schweiz)
- UHFB „ultrahochfester-Faserverbund-Baustoff“ (Schweiz)
- UHLB „Ultra-Hochleistungsbeton“ (Deutsch)
- BFUB „Béton fibrè à ultra-hautes performances“ (französisch)
- BPR „Beton de Poudres Réactives“ (französisch)

## Geschichte
Die Entwicklung von ultrahochfestem Beton begann in Dänemark 1967 mit Hans Henrik Bache (Aalborg Portland Cement). Er veröffentlichte in diesem Jahr die Entwicklung von kleineren Materialproben, bei denen der Binder auf eine Festigkeit von 350 MPa verdichtet wurde. 1970 wurde bei der weiteren Entwicklung erstmals Fließmittel eingesetzt. 1978 wird auf Grund der Entwicklung eines Mischbinders mit ca. 30 % ultrafeinen Füllstoffen eine Materialfestigkeit von 280 MPa erreicht. Aalborg Portland Cement und Hans Henrik Bache erhielten in diesem Jahr das Patent auf dieses hochfesten Bindersystem. 1981 wurde die Firma DENSIT a/s in Aalborg Dänemark gegründet, DENSIT a/s entwickelte und produzierte basiert auf dem ersten Patent weitere ultrahochfeste Bindersysteme. In den 1980er Jahren wurden in Japan erstmals PCE-Fließmittel entwickelt, in den 1990er Jahren wurde Microsilica der Firma Elkem aus Norwegen allgemein verfügbar. Nachdem die Patente der Firma Densit ausgelaufen waren, begann eine Handvoll Firmen in Europa und Japan ultra-hochfeste Binder zu produzieren. Der Zementhersteller Lafarge meldete im Jahre 2002 das Europäische Patent EP 1315683 „Hochfester, hochduktiler Faserbeton“ an.
In Deutschland gab es ein mit 12 Millionen EUR ausgestattetes und von 2005 bis 2012 laufendes Schwerpunktprogramm SSP1182 „Nachhaltiges Bauen mit Ultra-Hochfestem Beton“ der Deutschen Forschungsgemeinschaft. 2008 wurde als Heft 561 des Deutschen Ausschusses für Stahlbeton (DAfStb) ein Sachstandsbericht zur Bauweise veröffentlicht. Ein Nachfolgewerk in Form einer DAfStb-Richtlinie ist in Arbeit.
In der Schweiz wurde 2016 das Merkblatt SIA 2052 „Ultra-Hochleistungs-Faserbeton (UHFB) – Baustoffe, Bemessung und Ausführung“ veröffentlicht, 2023 wurde ein Entwurf des Nachfolgemerkblattes veröffentlicht.
In Österreich gibt es seit März 2023 die ÖBV Richtlinie „UHPC“.
In Frankreich, Kanada, sowie Japan, Korea und Malaysia sind Bauanwendungsregeln weit fortgeschritten und werden auf dieser Basis sowohl spektakuläre Bauwerke als auch effiziente Infrastrukturbauwerke verwirklicht. Heute bieten einige Zementhersteller spezielle Bindemittel und Rezepturen zur Herstellung von UHPC an. Da diese auf bestimmte Anwendungen und somit Charakteristika wie Druckfestigkeit, Zugfestigkeit, Duktilität, Fließverhalten, Abrieb, Dämpfung usw. optimiert sind, kann keine allgemein verbindliche Tabelle zum Materialverhalten angegeben werden.

## Bauaufsichtliche Genehmigung
UHPC unterscheidet sich von den handelsüblichen Betonen im Hinblick auf Festigkeit, Feinststoffanteile, Duktilität usw. und entspricht nicht den bauaufsichtlichen geregelten Betonen. Für seine Anwendung im Bauwesen in Deutschland ist eine Zustimmung im Einzelfall oder eine allgemeine bauaufsichtliche Zulassung erforderlich.

## Anwendungen im deutschen Bauwesen

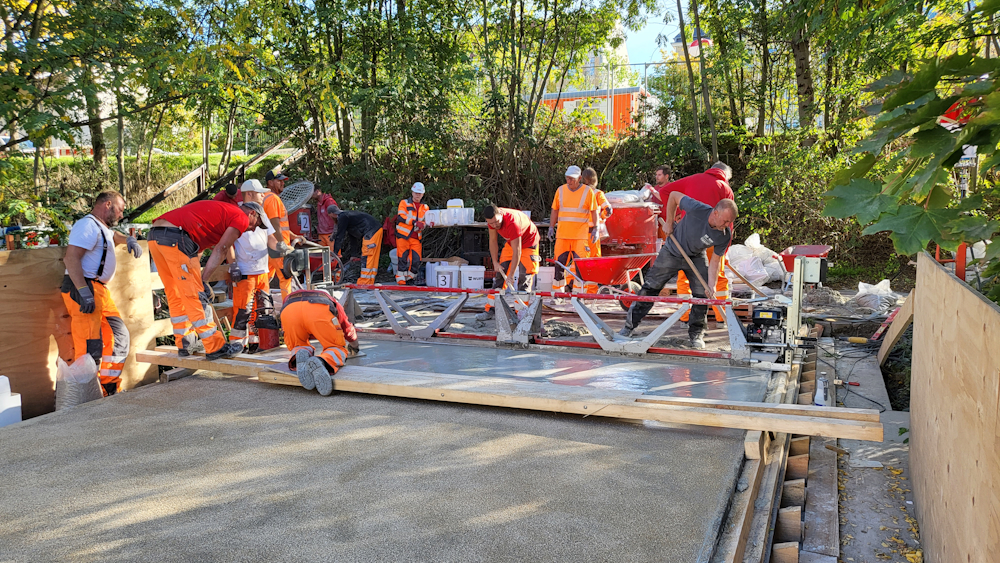
Overlay auf einer Fuß- und Radwegbrücke in Leipzig

Weltweit gibt es eine große Anzahl von teils spektakulären Bauwerken wie z. B. das National Museum in Qatar oder das MuCEM in Marseille. In Deutschland gibt es umfangreiche Konzepte und Forschungsberichte, bis auf wenige Leuchtturmprojekte wird UHPC jedoch nicht angewendet. Wesentlicher Ursache ist der hohe Preis, der – je nach Fasergehalt – zwischen 300,- und 1.700,- EUR pro m³ liegt und somit 5 bis 20 mal höher als bei Normalbeton ist. Eine weitere Ursache sind die bei einer bauaufsichtlichen Genehmigung zu erwartenden Prüf- und Qualitätsauflagen, die das Produkt trotz der eindeutigen Qualitätsverbesserung unwirtschaftlich machen. Ausgeführte Objekte sind:
- Niestetalbrücke Fuß- und Radwegbrücken[9]
- Gärtnerplatzbrücke Kassel Fuß- und Radwegbrücke[10]
- Radwegbogenbrücke nahe Leipzig[11]
- Firmenzentrale Ferchau Gummersbach, Fassadenplatten für Haus 1 und 2[12]
- Volksbank Krefeld, weiße Fassadenplatten[13]
- Shrimpsfarm Grevesmühlen[14]
- Ankerköpfe bei der Schleuse Iffezheim[15]
- Eisenbahnbrücke der Tegernsee-Bahn bei Gmund[16]
- Rinnenverfüllungen beim Anschluss zum Fundament sowie Turmbauwerke bei Windkraftanlagen
- Dünne, verstärkende Deckschichten auf Brückenbauwerken wie bei der Rheinbrücke Maxau bei Karlsruhe[17] oder die Ertüchtigung der Fußgänger- und Radwegbrücke über den Karl-Heine-Kanal in Leipzig[18].

Weitere Anwendungen außerhalb des bauaufsichtlich geregelten Bereichs sind Garderobensteelen, Treppen, Möbel, Tresorbetone sowie Spaltverfüllungen bei vertikalen Stützenstößen von Offshore-Windanlagen.

## Anwendungen im Maschinenbau

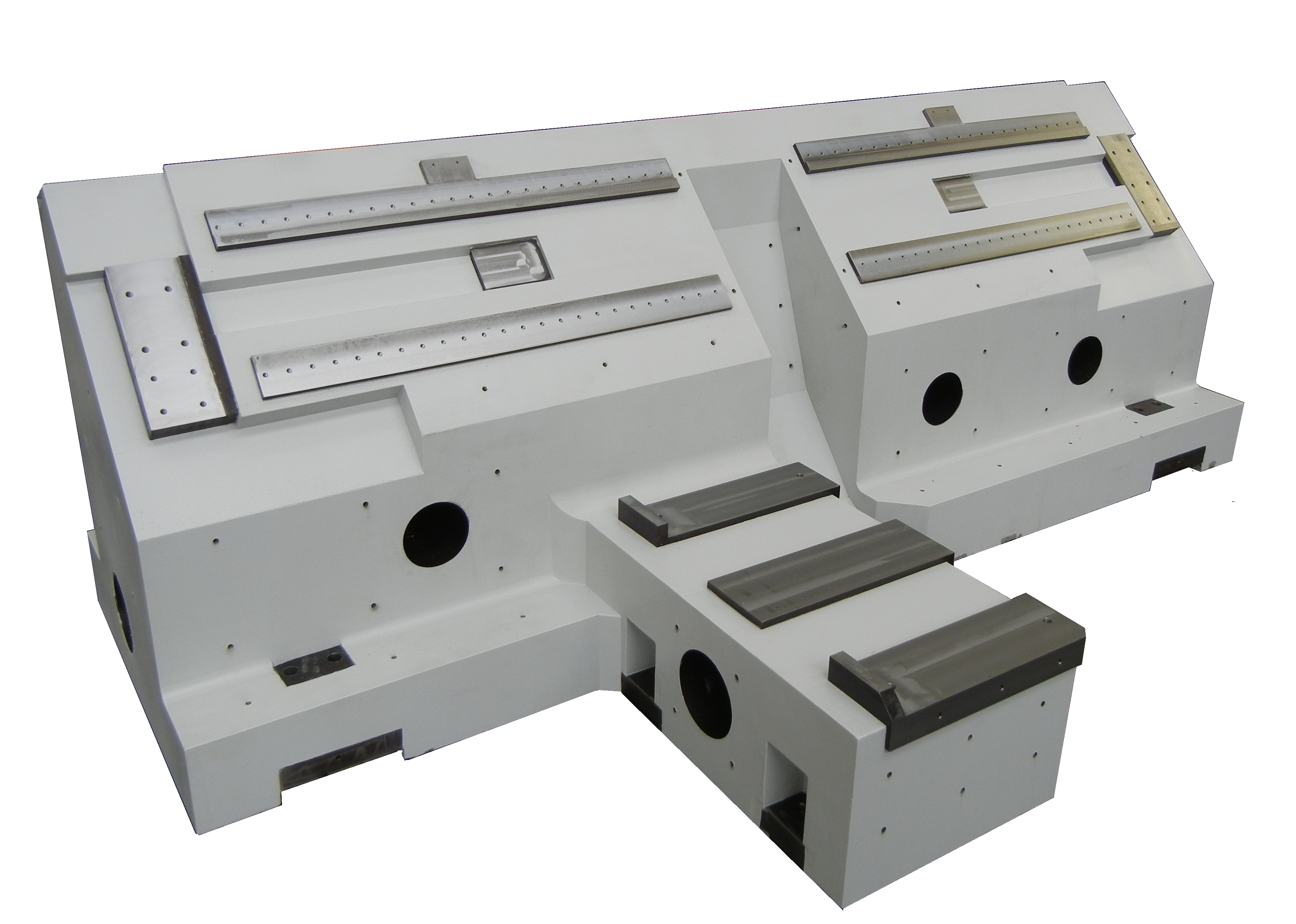
Maschinenbauteil aus UHPC

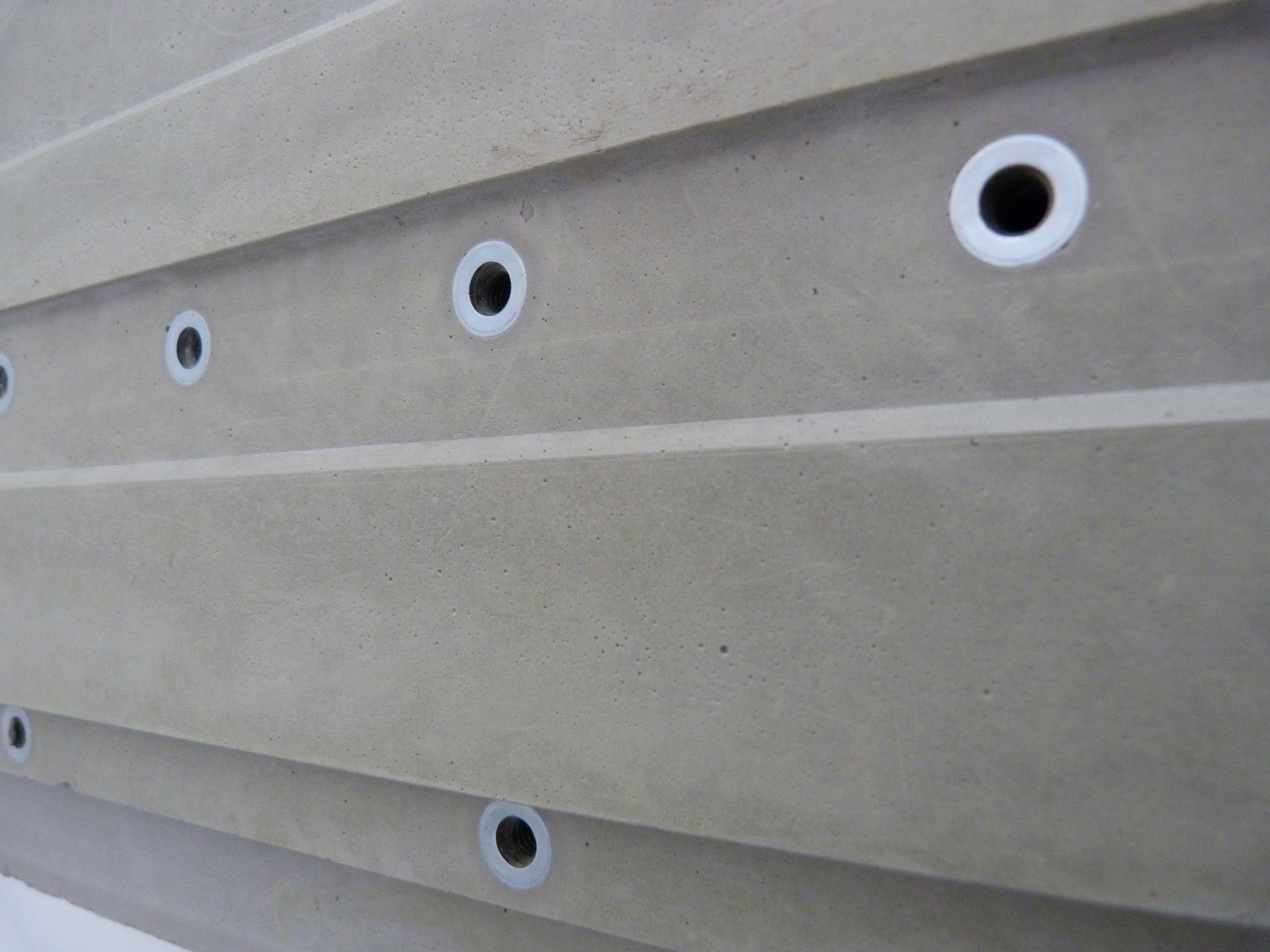
Betonoberfläche aus UHPC im Maschinenbau

Die wirtschaftlich bedeutsamste Anwendung in Deutschland ist die Substitution von epoxidharzgebundenem Polymerbeton oder Mineralguss im Maschinenbau. Entscheidend in diesem Einsatzgebiet sind neben einer hohen Zugfestigkeit die Dämpfung des Werkstoffes gegenüber Schwingungen und Wärmeträgheit bei thermischen Schwankungen. Maschinenbauteile aus UHPC müssen rissefrei hergestellt werden und rissefrei bleiben. Fasern und Bewehrung wirken erst nach einer steifigkeitsverändernden Rissbildung und sind deshalb nicht hilfreich. Die Zementleimmatrix des unbewehrten UHPC muss alle auftretenden Kräfte aufnehmen können. Da die geforderten Genauigkeiten von Parallelitäten und Ebenheiten im Bereich von bis zu 5 Mikrometern über eine Bezugsfläche von mehreren Metern liegen, muss eine Verformung des Werkstoffes wie z. B. durch Schwinden sicher ausgeschlossen werden.